# Марши от Сельмы до Монтгомери
Три марша протеста от Сельмы до Монтгомери в 1965 году стали частью массового движения за избирательные права чернокожих американцев, которое в 1960-е годы охватило весь американский Юг, и способствовали принятию в том же году нового Закона об избирательных правах, что стало одним из самых главных успехов движения за гражданские права чернокожих в США. Активисты попытались провести марши из Сельмы до столицы штата Алабама Монтгомери вдоль 54-мильной (87-километровой) автомагистрали, соединявшей оба города, чтобы продемонстрировать стремление афроамериканцев реализовать своё конституционное право голосовать вопреки сегрегационистским ограничениям, подчёркивая тем самым расовую несправедливость.

## История
Законодательные органы Южных штатов ещё в XIX веке приняли и в течение первой половины XX века поддерживали ряд дискриминационных требований и практик, которые фактически лишили гражданских прав большинство афроамериканцев на Юге. В 1963 году при участии Студенческого координационного комитета ненасильственных действий (англ. The Student Nonviolent Coordinating Committee, SNCC) была создана Лига избирателей округа Даллас (англ. Dallas County Voters League, DCVL), которая в том же году начала в Сельме кампанию по регистрации чернокожих избирателей.
Сопротивление, которое оказывали активистам-правозащитникам белые должностные лица, было труднопреодолимым, даже после того, как Закон о гражданских правах 1964 года прекратил официально правовую сегрегацию, и Лига предложила присоединиться к ней Мартину Лютеру Кингу-младшему и возглавляемой им Конференции христианских лидеров Юга. В январе 1965 года Конференция привезла в Сельму многих видных общественных деятелей и активистов движения в защиту гражданских прав. Начались местные и региональные протесты, в результате которых к концу февраля было арестовано 3000 человек. По словам Джозефа А. Калифано-младшего, который в 1965—1969 годах занимал пост специального помощника президента США Линдона Б. Джонсона по внутренним делам, президент рассматривал Кинга как важного партнёра в принятии Закона об избирательных правах. Калифано, которому президент также поручил следить за финалом марша в Монтгомери, отметил, что Джонсон и Кинг 15 января говорили по телефону, чтобы спланировать стратегию привлечения внимания к несправедливости в использовании тестов грамотности и других барьеров, предназначенных не допускать чернокожих южан к голосованию и что Кинг 9 февраля сообщил президенту о своём решении использовать Сельму для борьбы.
26 февраля 1965 года активист и диакон-баптист Джимми Ли Джексон скончался после смертельного ранения, полученного им несколькими днями ранее. Роковой выстрел произвёл полицейский Джеймс Бонард Фаулер во время мирного похода в соседний Мэрион. После этого, член Студенческого координационного комитета ненасильственных действий Джеймс Бевел, который руководил кампанией за право голоса в Сельме, призвал к маршу от Сельмы до столицы штата Монтгомери.
Первый марш, организованный Бевелом, Амелией Бойнтон и другими активистами, состоялся 7 марта 1965 года. Полиция штата и помощники шерифа, вооружившись дубинками и слезоточивым газом, атаковали безоружных демонстрантов после того, как те, несмотря на запрет губернатора Уоллеса пересекли границу округа. Из примерно 500 демонстрантов по меньшей мере 50 человек получили ранения. Этот день вошёл в историю как «Кровавое воскресенье». Фотография Амелии Бойнтон, избитой полицией и лежащей без сознания на мосту имени Эдмунда Петтуса, СМИ обнародовали по всему миру.
Второй марш состоялся 10 марта. Для участия в нём в Сельму приехали многие сочувствующие со всей страны. Солдаты, полицейские и демонстранты столкнулись друг с другом на мосту, но когда солдаты отошли в сторону, чтобы пропустить их, Кинг повёл демонстрантов обратно в церковь. Он подчинялся федеральному судебному приказу, добиваясь для марширующих защиты от федерального суда. В ту же ночь группа белых насмерть забила белого активиста-правозащитника Джеймса Риба, унитаристского пастора из Бостона, который приехал в Сельму для участия во втором марше.
«Кровавое воскресенье» и смерть Риба вызвало национальный протест и акты гражданского неповиновения, направленные как против властей Алабамы, так и на федеральное правительство. Протестующие требовали защиты для участников марша в Сельме и нового федерального закона об избирательных правах, чтобы афроамериканцы могли зарегистрироваться и голосовать без притеснений. Президент Линдон Джонсон, чья администрация уже работала над новым законом о праве голосовать, 15 марта провела историческую совместную сессию Конгресса, показанную по национальному телевидению, с просьбой о представлении и принятии законопроекта. Помимо этого, президент Джонсон обязал защищать демонстрантов губернатора Уоллеса, ранее отказывавшегося делать это.
Третий марш начался 21 марта. Его участников защищали 1900 национальных гвардейцев штата Алабама под федеральным командованием и большое число агентов ФБР и федеральных маршалов. Марширующие шли в среднем по 10 миль (16 км) в день по Шоссе 80, известному в Алабаме как «Хайвей Джефферсона Дэвиса», названному в честь первого и последнего президента Конфедеративных Штатов Америки. 24 марта участники марша вошли в Монтгомери, а 25 марта завершили свою акцию у Капитолия штата Алабама. Учитывая тысячи присоединившимися к кампании, всего в третьем марше приняли участие около 25 000 человек.

## Последствия
6 августа 1965 года, пять месяцев спустя событий в Алабаме, президент Джонсон подписал Закон об избирательных правах 1965 года, который многими считается самой успешной частью законодательства о гражданских правах, когда-либо принимавшимся Конгрессом США.
Маршрут марша ныне увековечен и включён в число Национальных исторических маршрутов США.